# 6-я гренадерская дивизия
6-я гренадерская дивизия (нем. 6. Grenadier-Division) — тактическое соединение сухопутных войск вооружённых сил нацистской Германии периода Второй мировой войны.

## История
6-я гренадерская дивизия была сформирована 25 июля 1944 года в 6-м корпусном военном округе на базе частей 552-й гренадерской дивизии и переформирования остатков разгромленной 6-й пехотной дивизии Вермахта. 9 октября 1944 года 6-я гренадерская дивизия была переименована в 6-ю народно-гренадерскую дивизию.
В декабре 1944 года не закончившая формирование дивизия использовалась для обороны на Висле и в январе 1945 года была уничтожена советскими войсками в ходе Висло-Одерской операции. Остатки дивизии были использованы для воссоздания 6-й пехотной дивизии 10 марта 1945 года.

## Местонахождение
- с июля по декабрь 1944 (СССР (центральное направление))
- с декабрь 1944 по январь 1945 (Польша)

## Подчинение
- 8-й армейский корпус 9-й армии группы армий «Центр» (25 июля 1944 — 21 января 1945)

## Командиры
- генерал-лейтенант Отто-Герман Брюкер (25 июля 1944 — 21 января 1945)

## Состав
- 18-й гренадерский полк (Grenadier-Regiment 18)
- 37-й гренадерский полк (Grenadier-Regiment 37)
- 58-й гренадерский полк (Grenadier-Regiment 58)
- 6-й артиллерийский полк (Artillerie-Regiment 6)
- 6-й сапёрный батальон (Pionier-Bataillon 6)
- 6-й фузилёрный батальон (Füsilier-Bataillon 6)
- 6-й противотанковый дивизион (Panzerjäger-Abteilung 6)
- 6-й батальон связи (Nachrichten-Abteilung 6)
- 6-й отряд материального обеспечения (Nachschubtruppen 6)
- 6-й полевой запасной батальон (Feldersatz-Bataillon 6)

## Награждённые Рыцарским крестом Железного креста
- Отто-Герман Брюкер — 14 апреля 1945 — генерал-майор, командир 6-й народно-гренадерской дивизии